# 联邦宫 (伯尔尼)
联邦宫（德語：Bundeshaus）是瑞士伯恩的一座建筑，瑞士联邦议会所在地。这座建筑由建筑师汉斯·奥尔设计，于1902年4月1日揭幕，花费719.8万瑞士法郎。
联邦议会的两院由穹顶大厅分开。圆顶本身的外部高度为64米，内部高度为33米。中央描绘瑞士国徽，和拉丁文格言“Unus pro omnibus, omnes pro uno（我为人人，人人为我），周围环绕着1902年时22个州的州徽。汝拉州的州徽绘于1979年，放在马赛克的外面。

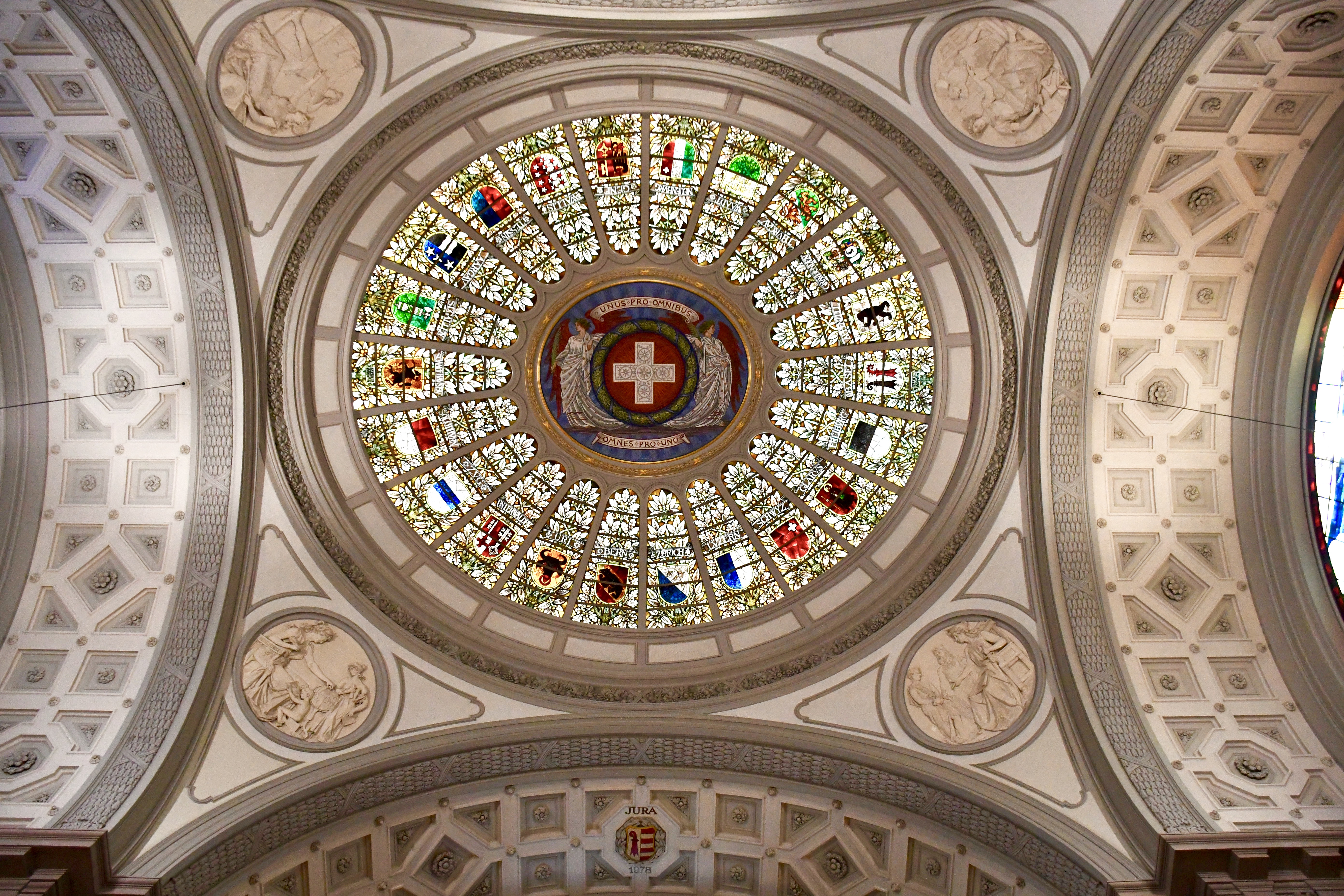
圓頂裝飾的玻璃窗，上面有原先的22州，1979年，在外側加上了獨立的汝拉州州徽。